# Gran Premio del Úlster de Motociclismo de 1958
El Gran Premio del Ulster de Motociclismo de 1958 fue la sexta prueba de la temporada 1958 del Campeonato Mundial de Motociclismo. El Gran Premio se disputó el 9 de agosto de 1958 en Dundrod.

## Resultados 500cc
El equipo MV Agusta se había saltado el GP de Suecia, pero volvieron aquí y John Surtees ganó su sexta carrera del año. Sin embargo, su compañero de equipo John Hartle tuvo que aceptar que el piloto privado Bob McIntyre (Norton) le quitara el segundo puesto.
| Pos.    | Piloto               | Equipo    | Tiempo/Retirado | Puntos |
| ------- | -------------------- | --------- | --------------- | ------ |
| 1       | John Surtees         | MV Agusta | 1:42"36'2       | 8      |
| 2       | Bob McIntyre         | Norton    | + 1"44'4        | 6      |
| 3       | John Hartle          | MV Agusta | + 2"41'0        | 4      |
| 4       | Derek Minter         | Norton    | + 3"21'8        | 3      |
| 5       | Geoff Duke           | Norton    | + 3"43'6        | 2      |
| 6       | Dickie Dale          | BMW       | + 1 Vuelta      | 1      |
| 7       | Bob Brown            | Norton    | + 1 Vuelta      |        |
| 8       | Ralph Rensen         | Norton    | + 1 Vuelta      |        |
| 9       | Ewan Haldane         | Norton    | + 1 Vuelta      |        |
| 10      | Jack Wood            | Matchless | + 1 Vuelta      |        |
| 11      | Don Chapman          | Norton    | + 2 Vueltas     |        |
| 12      | Bob Ferguson         | Norton    | + 2 Vueltas     |        |
| 13      | Jack Ahearn          | Matchless | + 2 Vueltas     |        |
| 14      | Robin Fitton         | Norton    | + 2 Vueltas     |        |
| 15      | Eric Cheers          | BSA       | + 2 Vueltas     |        |
| 16      | Stephen Murray       | AJS       | + 2 Vueltas     |        |
| 17      | Vernon Cotte         | Norton    | + 2 Vueltas     |        |
| 18      | Davy Crowford        | Norton    | + 2 Vueltas     |        |
| 19      | Harry Grant          | Norton    | + 2 Vueltas     |        |
| 20      | Harry Plews          | AJS       |                 |        |
| 21      | Bertie Flow          | Norton    |                 |        |
| 22      | William McCosh       | Matchless |                 |        |
| 23      | Jimmy Jones          | Norton    |                 |        |
| 24      | Ernie Oliver         | AJS       |                 |        |
| 25      | Llewellyn Ranson     | AJS       |                 |        |
| 26      | Robert McCracken     | Norton    |                 |        |
| 27      | Karl-Heinz Scheiffel | Matchless |                 |        |
| 28      | Martin Brosnan       | Norton    |                 |        |
| Ret     | Allen Burt           | Norton    | Ret             |        |
| Ret     | Clarrie Dunn         | AJS       | Ret             |        |
| Ret     | Dick Thompson        | Norton    | Ret             |        |
| Ret     | Jim Tompsett         | AJS       | Ret             |        |
| Ret     | Bob Webster          | Norton    | Ret             |        |
| Ret     | Ernst Hiller         | BMW       | Ret             |        |
| Ret     | Bob Anderson         | Norton    | Ret             |        |
| Ret     | Bob Coulter          | Norton    | Ret             |        |
| Ret     | Bob Rowbottom        | Norton    | Ret             |        |
| Ret     | Geoff Tanner         | Norton    | Ret             |        |
| Ret     | Noel Orr             | Matchless | Ret             |        |
| Ret     | Terry Shepherd       | Norton    | Ret             |        |
| Ret     | Tommy McLeod         | Norton    | Ret             |        |
| Ret     | John Hempleman       | Norton    | Ret             |        |
| Fuente: |                      |           |                 |        |

## Resultados 350cc
| Pos. | Piloto         | Equipo    | Tiempo/Retirado | Puntos |
| ---- | -------------- | --------- | --------------- | ------ |
| 1    | John Surtees   | MV Agusta | 1:50"35'8       | 8      |
| 2    | John Hartle    | MV Agusta |                 | 6      |
| 3    | Terry Shepherd | Norton    |                 | 4      |
| 4    | Geoff Duke     | Norton    |                 | 3      |
| 5    | Bob McIntyre   | Norton    |                 | 2      |
| 6    | Derek Minter   | Norton    |                 | 1      |
| 7    | Bob Brown      | AJS       |                 |        |
| 8    | Mike Hailwood  | Norton    |                 |        |
| 9    | Luigi Taveri   | Norton    |                 |        |
| 10   | Ralph Rensen   | AJS       |                 |        |
| 11   | Ronnie McBrinn |           |                 |        |
| 15   | Stephen Murray | Norton    |                 |        |
| 18   | Robin Fitton   | Norton    |                 |        |

## Resultados 250cc
| Pos. | Piloto            | Equipo    | Tiempo/Retirado | Puntos |
| ---- | ----------------- | --------- | --------------- | ------ |
| 1    | Tarquinio Provini | MV Agusta | 1h 8' 58".4     | 8      |
| 2    | Tommy Robb        | NSU       |                 | 6      |
| 3    | Dave Chadwick     | Ducati    |                 | 4      |
| 4    | Ernst Degner      | MZ        |                 | 3      |
| 5    | Horst Fügner      | MZ        |                 | 2      |
| 6    | Dickie Dale       | NSU       |                 | 1      |
| 7    | David Andrews     | NSU       |                 |        |
| 9    | Glen Henderson    | NSU       |                 |        |
| 14   | Bill Dehanny      | -         |                 |        |

## Resultados 125cc
| Pos. | Piloto           | Equipo     | Tiempo/Retirado | Puntos |
| ---- | ---------------- | ---------- | --------------- | ------ |
| 1    | Carlo Ubbiali    | MV Agusta  | 57' 45".6       | 8      |
| 2    | Luigi Taveri     | Ducati     |                 | 6      |
| 3    | Dave Chadwick    | Ducati     |                 | 4      |
| 4    | Alberto Gandossi | Ducati     |                 | 3      |
| 5    | Horst Fügner     | MZ         |                 | 2      |
| 6    | Arthur Wheeler   | FB Mondial |                 | 1      |
| 7    | Bill Webster     | MV Agusta  |                 |        |